# Lista de pinturas de Suzanne Valadon

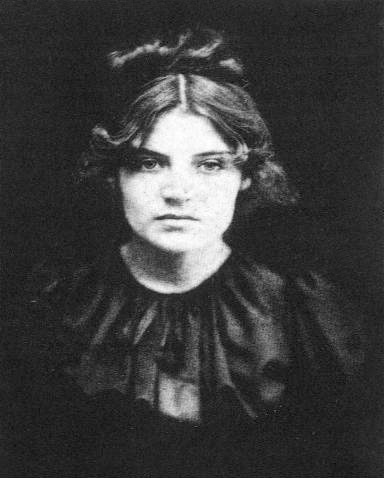
Suzanne Valadon.

Esta é uma lista não exaustiva de pinturas de Suzanne Valadon (1865-1938). 
Suzanne Valadon foi uma pintora e modelo francesa. Trabalhou como garçonete, acrobata de circo e modelo dos pintores Toulouse-Lautrec, Renoir e Puvis de Chavannes. Aprendeu a pintar com a ajuda de Henri de Toulouse-Lautrec e Edgar Degas. Foi a primeira mulher a ser admitida no Société Nationale des Beaux-Arts'. As obras da artista estão nas coleções do Centre Georges Pompidou, em Paris, do Instituto de Arte de Chicago e do Museu de Arte Moderna de Nova York.
| Imagem | Título                                           | Data           | Coleção                                                                          | Localização                                       | Gênero                                                       | Descrito em |
| ------ | ------------------------------------------------ | -------------- | -------------------------------------------------------------------------------- | ------------------------------------------------- | ------------------------------------------------------------ | --- |
|        | Nus                                              | 1919           |                                                                                  | Museu de Arte de São Paulo                        | nu artístico                                                 | O identificador "Q78205288" é desconhecido pelo sistema. Utilize um identificador de entidade válido, por favor.  |
|        | Still life with white rose                       | 1936           |                                                                                  |                                                   | natureza-morta                                               | O identificador "Q105397015" é desconhecido pelo sistema. Utilize um identificador de entidade válido, por favor. |
|        | Landscape at Saint-Bernard (Ain)                 | 1932           |                                                                                  |                                                   |                                                              | O identificador "Q105416094" é desconhecido pelo sistema. Utilize um identificador de entidade válido, por favor. |
|        | Juliet sitting in a chair                        | 1909           |                                                                                  |                                                   |                                                              | O identificador "Q105417872" é desconhecido pelo sistema. Utilize um identificador de entidade válido, por favor. |
|        | Nude with drapery and armchair                   |                |                                                                                  |                                                   |                                                              | O identificador "Q105417877" é desconhecido pelo sistema. Utilize um identificador de entidade válido, por favor. |
|        | Nu assis au bord d'un lit                        | 1929           |                                                                                  |                                                   |                                                              | O identificador "Q110945017" é desconhecido pelo sistema. Utilize um identificador de entidade válido, por favor. |
|        | Gilberte nue se coiffant                         | 1920           | No/unknown value                                                                 |                                                   | nu artístico                                                 | O identificador "Q110945132" é desconhecido pelo sistema. Utilize um identificador de entidade válido, por favor. |
|        | Woman with guitar                                | 1920           | No/unknown value                                                                 |                                                   |                                                              | O identificador "Q133305704" é desconhecido pelo sistema. Utilize um identificador de entidade válido, por favor. |
|        | Woman in an armchair. Portrait of Madame G.      | 1919           | No/unknown value                                                                 |                                                   | retrato                                                      | O identificador "Q133305742" é desconhecido pelo sistema. Utilize um identificador de entidade válido, por favor. |
|        | The two sisters                                  | 1928           | No/unknown value                                                                 |                                                   |                                                              | O identificador "Q133305798" é desconhecido pelo sistema. Utilize um identificador de entidade válido, por favor. |
|        | Mrs. Robert Rey and her daughter Sylvie          | 1920           |                                                                                  |                                                   |                                                              | O identificador "Q133310243" é desconhecido pelo sistema. Utilize um identificador de entidade válido, por favor. |
|        | Vase de fleurs                                   | 1934           |                                                                                  |                                                   |                                                              | O identificador "Q133310389" é desconhecido pelo sistema. Utilize um identificador de entidade válido, por favor. |
|        | Portrait of Madame Petridès                      | 1937           | No/unknown value                                                                 |                                                   | retrato                                                      | O identificador "Q133310415" é desconhecido pelo sistema. Utilize um identificador de entidade válido, por favor. |
|        | Portrait of Madame Maurice Utrillo, Lucie Valore | 1937           | No/unknown value                                                                 |                                                   | retrato                                                      | O identificador "Q133310420" é desconhecido pelo sistema. Utilize um identificador de entidade válido, por favor. |
|        | La Cour du Château de Saint-Bernard              | 1930           | No/unknown value                                                                 |                                                   | pintura de paisagem                                          | O identificador "Q134621853" é desconhecido pelo sistema. Utilize um identificador de entidade válido, por favor. |
|        | Naked in the mirror                              | 1909           |                                                                                  |                                                   |                                                              | O identificador "Q134622932" é desconhecido pelo sistema. Utilize um identificador de entidade válido, por favor. |
|        | Les lilas et camélias                            | 1936           | Ann & Gordon Getty Collection                                                    |                                                   |                                                              | O identificador "Q114711517" é desconhecido pelo sistema. Utilize um identificador de entidade válido, por favor. |
|        | Catherine lying naked on a panther skin          | 1923           | Arkas Art Center                                                                 | Arkas Art Center                                  |                                                              | O identificador "Q134283047" é desconhecido pelo sistema. Utilize um identificador de entidade válido, por favor. |
|        | Vase de fleurs                                   | 1917           | Baltimore Museum of Art                                                          | Baltimore Museum of Art                           |                                                              | O identificador "Q123537433" é desconhecido pelo sistema. Utilize um identificador de entidade válido, por favor. |
|        | La Vachère                                       | 1922           | Baltimore Museum of Art                                                          | Baltimore Museum of Art                           |                                                              | O identificador "Q123537434" é desconhecido pelo sistema. Utilize um identificador de entidade válido, por favor. |
|        | Raminou cat study                                | 1917           | Brest’s Museum of Fine Arts Museu Nacional de Arte Moderna                       | Brest’s Museum of Fine Arts                       |                                                              | O identificador "Q76621884" é desconhecido pelo sistema. Utilize um identificador de entidade válido, por favor.  |
|        | Bouquet de roses                                 | 1936           | Brest’s Museum of Fine Arts                                                      | Brest’s Museum of Fine Arts                       |                                                              | O identificador "Q76622952" é desconhecido pelo sistema. Utilize um identificador de entidade válido, por favor.  |
|        | Still Life with Fruit                            | 1937           | Carnegie Museum of Art                                                           | Carnegie Museum of Art                            | natureza-morta                                               | O identificador "Q28135219" é desconhecido pelo sistema. Utilize um identificador de entidade válido, por favor.  |
|        | Tree at Montmagny Quarry                         |                | Carnegie Museum of Art                                                           | Carnegie Museum of Art                            |                                                              | O identificador "Q28135225" é desconhecido pelo sistema. Utilize um identificador de entidade válido, por favor.  |
|        | Anémones dans un verre blanc                     | 1920           | Centro Nacional de Artes Plásticas                                               | Musée Toulouse-Lautrec                            |                                                              | O identificador "Q115943057" é desconhecido pelo sistema. Utilize um identificador de entidade válido, por favor. |
|        | Plat d'étain                                     | 1920           | Centro Nacional de Artes Plásticas Museu de Grenoble                             | Museu de Grenoble                                 |                                                              | O identificador "Q131573335" é desconhecido pelo sistema. Utilize um identificador de entidade válido, por favor. |
|        | Seated Female Nude                               | 1916           | Collection Rau for UNICEF                                                        |                                                   |                                                              | O identificador "Q78942659" é desconhecido pelo sistema. Utilize um identificador de entidade válido, por favor.  |
|        | Nu assis sur un canapé - 1916 - Suzanne Valadon  | 1916           | David E. Weisman and Jacqueline E. Michel Collection                             |                                                   | nu artístico                                                 | O identificador "Q110945056" é desconhecido pelo sistema. Utilize um identificador de entidade válido, por favor. |
|        | L'Acrobate, ou La Roue - 1916 - Suzanne Valadon  | 1916           | David E. Weisman and Jacqueline E. Michel Collection                             |                                                   |                                                              | O identificador "Q113489221" é desconhecido pelo sistema. Utilize um identificador de entidade válido, por favor. |
|        | Portrait de Louis Moysés                         | 1924           | David E. Weisman and Jacqueline E. Michel Collection                             |                                                   | retrato                                                      | O identificador "Q113489264" é desconhecido pelo sistema. Utilize um identificador de entidade válido, por favor. |
|        | Fruit bowl                                       | 1917           | David E. Weisman and Jacqueline E. Michel Collection                             |                                                   |                                                              | O identificador "Q118179947" é desconhecido pelo sistema. Utilize um identificador de entidade válido, por favor. |
|        | Femmes au bain                                   | 1893           | Galeria Nacional de Arte Gravuras na Galeria Nacional de Arte                    |                                                   |                                                              | O identificador "Q65577971" é desconhecido pelo sistema. Utilize um identificador de entidade válido, por favor.  |
|        | La Toilette                                      | 1895           | Galeria Nacional de Arte Gravuras na Galeria Nacional de Arte                    | Galeria Nacional de Arte                          |                                                              | O identificador "Q75393753" é desconhecido pelo sistema. Utilize um identificador de entidade válido, por favor.  |
|        | Flowers in front of a Window                     | 1930           | Galeria Nacional de Praga                                                        | Galeria Nacional de Praga                         |                                                              | O identificador "Q117214374" é desconhecido pelo sistema. Utilize um identificador de entidade válido, por favor. |
|        | Vase de fleurs                                   | 1927           | Galeria de Arte Nacional Galeria Nacional de Arte Estrangeira                    |                                                   |                                                              | O identificador "Q131745283" é desconhecido pelo sistema. Utilize um identificador de entidade válido, por favor. |
|        | Nature morte aux fruits et aux fleurs            | 1926           | Galeria de Arte de Ontário                                                       | Galeria de Arte de Ontário                        | natureza-morta                                               | O identificador "Q124433801" é desconhecido pelo sistema. Utilize um identificador de entidade válido, por favor. |
|        | Nature morte au poisson                          | 1926           | Hermitage Foundation                                                             | Hermitage Foundation                              | natureza-morta                                               | O identificador "Q134621824" é desconhecido pelo sistema. Utilize um identificador de entidade válido, por favor. |
|        | Seated Nude with Shawl Carpet                    | 1921           | Hermitage Foundation collection                                                  | Hermitage Foundation                              | nu artístico                                                 | O identificador "Q107332117" é desconhecido pelo sistema. Utilize um identificador de entidade válido, por favor. |
|        | Chien endormi sur un coussin                     | 1923           | Hermitage Foundation collection                                                  | Hermitage Foundation                              |                                                              | O identificador "Q107332118" é desconhecido pelo sistema. Utilize um identificador de entidade válido, por favor. |
|        | Nature morte au lapin et à la perdrix            | 1930           | Hermitage Foundation collection                                                  | Hermitage Foundation                              | natureza-morta                                               | O identificador "Q107332119" é desconhecido pelo sistema. Utilize um identificador de entidade válido, por favor. |
|        | La grenouille                                    | 1910           | Im Obersteg Foundation collection Museu das Belas Artes                          | Museu das Belas Artes                             |                                                              | O identificador "Q94637164" é desconhecido pelo sistema. Utilize um identificador de entidade válido, por favor.  |
|        | Joy of Life                                      | 1911           | Metropolitan Museum of Art                                                       | Metropolitan Museum of Art                        |                                                              | O identificador "Q19917694" é desconhecido pelo sistema. Utilize um identificador de entidade válido, por favor.  |
|        | Lilacs and Peonies                               | 1929           | Metropolitan Museum of Art                                                       | Metropolitan Museum of Art                        |                                                              | O identificador "Q19917840" é desconhecido pelo sistema. Utilize um identificador de entidade válido, por favor.  |
|        | Reclining Nude                                   | 1928           | Metropolitan Museum of Art                                                       | Metropolitan Museum of Art                        | nu artístico                                                 | O identificador "Q20186815" é desconhecido pelo sistema. Utilize um identificador de entidade válido, por favor.  |
|        | Route dans la forêt de Compiègne                 | 1914           | Museu Fabre                                                                      | Museu Fabre                                       |                                                              | O identificador "Q115660260" é desconhecido pelo sistema. Utilize um identificador de entidade válido, por favor. |
|        | The Rising                                       | 1920           | Museu Goya collection Pierre Fabre                                               |                                                   |                                                              | O identificador "Q133310662" é desconhecido pelo sistema. Utilize um identificador de entidade válido, por favor. |
|        | Vase de fleurs et tapis oriental                 | 1929           | Museu Nacional da Sérvia                                                         | Museu Nacional da Sérvia                          |                                                              | O identificador "Q131742159" é desconhecido pelo sistema. Utilize um identificador de entidade válido, por favor. |
|        | The Blue Room                                    | 1923           | Museu Nacional de Arte Moderna                                                   | Musée de l'Évêché de Limoges                      | figurativismo                                                | O identificador "Q16938777" é desconhecido pelo sistema. Utilize um identificador de entidade válido, por favor.  |
|        | La Couturière                                    | 1914           | Museu Nacional de Arte Moderna                                                   | Musée de l'Évêché de Limoges                      | pintura de género                                            | O identificador "Q17491929" é desconhecido pelo sistema. Utilize um identificador de entidade válido, por favor.  |
|        | Portrait of Erik Satie                           | década de 1890 | Museu Nacional de Arte Moderna                                                   | Museu Nacional de Arte Moderna                    | retrato                                                      | O identificador "Q18938496" é desconhecido pelo sistema. Utilize um identificador de entidade válido, por favor.  |
|        | Autorretrato                                     | 1883           | Museu Nacional de Arte Moderna                                                   | Museu Nacional de Arte Moderna                    | autorretrato                                                 | O identificador "Q23047627" é desconhecido pelo sistema. Utilize um identificador de entidade válido, por favor.  |
|        | Bouquet de roses, iris et glaïeuls               | 1928           | Museu Nacional de Arte Moderna Musée Albert-André                                | Musée Albert-André                                |                                                              | O identificador "Q91503376" é desconhecido pelo sistema. Utilize um identificador de entidade válido, por favor.  |
|        | Adão e Eva (Valadon)                             | 1909           | Museu Nacional de Arte Moderna                                                   | Centro Georges Pompidou                           | arte sacra double portrait autorretrato historiated portrait | O identificador "Q110945175" é desconhecido pelo sistema. Utilize um identificador de entidade válido, por favor. |
|        | Fleurs                                           | 1929           | Museu Nacional de Arte Moderna Musée de l'Annonciade                             | Musée de l'Annonciade                             |                                                              | O identificador "Q113514422" é desconhecido pelo sistema. Utilize um identificador de entidade válido, por favor. |
|        | Le Canard                                        | 1930           | Museu Nacional de Arte Moderna Musée des Beaux-Arts et d'Archéologie de Besançon | Musée des Beaux-Arts et d'Archéologie de Besançon | natureza-morta                                               | O identificador "Q117217907" é desconhecido pelo sistema. Utilize um identificador de entidade válido, por favor. |
|        | Young girl crocheting                            | 1892           | Museu Nacional de Arte Moderna                                                   | Museu Nacional de Arte Moderna                    |                                                              | O identificador "Q131564522" é desconhecido pelo sistema. Utilize um identificador de entidade válido, por favor. |
|        | Deux figures                                     | 1909           | Museu Nacional de Arte Moderna                                                   | Museu Nacional de Arte Moderna                    | nu artístico                                                 | O identificador "Q131564524" é desconhecido pelo sistema. Utilize um identificador de entidade válido, por favor. |
|        | Bouquet of flowers                               | 1930           | Museu Nacional de Arte Moderna                                                   | Musée de l'Évêché de Limoges                      | natureza-morta                                               | O identificador "Q131564526" é desconhecido pelo sistema. Utilize um identificador de entidade válido, por favor. |
|        | Mauricia Coquiot Portrait                        | 1915           | Museu Nacional de Arte Moderna Musée des Beaux-Arts de Menton                    | Musée des Beaux-Arts de Menton                    | retrato                                                      | O identificador "Q131564530" é desconhecido pelo sistema. Utilize um identificador de entidade válido, por favor. |
|        | Black Venus                                      | 1919           | Museu Nacional de Arte Moderna Musée des Beaux-Arts de Menton                    | Musée des Beaux-Arts de Menton                    | nu artístico pintura mitológica                              | O identificador "Q131564532" é desconhecido pelo sistema. Utilize um identificador de entidade válido, por favor. |
|        | Grandmother and Grandson                         | 1910           | Museu Nacional de Arte Moderna                                                   | Museu Nacional de Arte Moderna                    | retrato familiar                                             | O identificador "Q133305721" é desconhecido pelo sistema. Utilize um identificador de entidade válido, por favor. |
|        | Utter familly                                    | 1921           | Museu Nacional de Arte Moderna                                                   | Museu Nacional de Arte Moderna                    | retrato familiar                                             | O identificador "Q133305771" é desconhecido pelo sistema. Utilize um identificador de entidade válido, por favor. |
|        | Portrait of Lily Walton                          | 1922           | Museu Nacional de Arte Moderna                                                   | Musée de l'Évêché de Limoges                      | retrato                                                      | O identificador "Q133310250" é desconhecido pelo sistema. Utilize um identificador de entidade válido, por favor. |
|        | Portrait of Madame Lévy                          | 1922           | Museu Nacional de Arte Moderna                                                   | Museu de Cambrai                                  | retrato                                                      | O identificador "Q133310256" é desconhecido pelo sistema. Utilize um identificador de entidade válido, por favor. |
|        | Doctor Robert Le Masle                           | 1930           | Museu Nacional de Arte Moderna                                                   | Museu Nacional de Arte Moderna                    | retrato                                                      | O identificador "Q133310267" é desconhecido pelo sistema. Utilize um identificador de entidade válido, por favor. |
|        | The artist's mother                              | 1912           | Museu Nacional de Arte Moderna                                                   | Museu Nacional de Arte Moderna                    |                                                              | O identificador "Q133310277" é desconhecido pelo sistema. Utilize um identificador de entidade válido, por favor. |
|        | Portrait of Nora Kars                            | 1914           | Museu Nacional de Arte Moderna                                                   | Museu Nacional de Arte Moderna                    | retrato                                                      | O identificador "Q133310411" é desconhecido pelo sistema. Utilize um identificador de entidade válido, por favor. |
|        | Portrait of Charles Wakefield-Mori               | 1922           | Museu Nacional de Arte Moderna Musée des Beaux-Arts de Menton                    | Musée des Beaux-Arts de Menton                    | retrato                                                      | O identificador "Q133310423" é desconhecido pelo sistema. Utilize um identificador de entidade válido, por favor. |
|        | Spring Flowers                                   | 1928           | Museu Nacional de Arte da Dinamarca                                              | Museu Nacional de Arte da Dinamarca               |                                                              | O identificador "Q20425911" é desconhecido pelo sistema. Utilize um identificador de entidade válido, por favor.  |
|        | La rue Cortot                                    |                | Museu Nacional de Belas Artes de Argel                                           | Museu Nacional de Belas Artes de Argel            |                                                              | O identificador "Q83647736" é desconhecido pelo sistema. Utilize um identificador de entidade válido, por favor.  |
|        | The Abandoned Doll                               | 1921           | Museu Nacional de Mulheres Artistas                                              | Museu Nacional de Mulheres Artistas               | nu artístico                                                 | O identificador "Q4097113" é desconhecido pelo sistema. Utilize um identificador de entidade válido, por favor.   |
|        | زنان در حمام                                     | 1909           | Museu de Arte Contemporânea de Teerã                                             | Museu de Arte Contemporânea de Teerã              |                                                              | O identificador "Q105103218" é desconhecido pelo sistema. Utilize um identificador de entidade válido, por favor. |
|        | Portrait of Mme Zamaron                          | 1922           | Museu de Arte Moderna                                                            | Museu de Arte Moderna                             | retrato                                                      | O identificador "Q19883857" é desconhecido pelo sistema. Utilize um identificador de entidade válido, por favor.  |
|        | Nu                                               | 1925           | Museu de Arte Moderna de Paris                                                   | Palais de Tokyo                                   |                                                              | O identificador "Q104425119" é desconhecido pelo sistema. Utilize um identificador de entidade válido, por favor. |
|        | Nature morte à la draperie et au bouquet         | 1924           | Museu de Arte Moderna de Paris                                                   | Palais de Tokyo                                   | natureza-morta                                               | O identificador "Q104425120" é desconhecido pelo sistema. Utilize um identificador de entidade válido, por favor. |
|        | Nu à la couverture rayée                         | 1922           | Museu de Arte Moderna de Paris                                                   | Palais de Tokyo                                   |                                                              | O identificador "Q104425129" é desconhecido pelo sistema. Utilize um identificador de entidade válido, por favor. |
|        | La boîte à violon                                | 1923           | Museu de Arte Moderna de Paris                                                   | Palais de Tokyo                                   |                                                              | O identificador "Q104425130" é desconhecido pelo sistema. Utilize um identificador de entidade válido, por favor. |
|        | Utrillo devant son chevalet                      | 1919           | Museu de Arte Moderna de Paris                                                   | Palais de Tokyo                                   |                                                              | O identificador "Q104425131" é desconhecido pelo sistema. Utilize um identificador de entidade válido, por favor. |
|        | Untitled (Still Life)                            | 1921           | Museu de Arte Nelson-Atkins                                                      | Museu de Arte Nelson-Atkins                       | natureza-morta                                               | O identificador "Q64580211" é desconhecido pelo sistema. Utilize um identificador de entidade válido, por favor.  |
|        | The Circus                                       | 1889           | Museu de Arte de Cleveland                                                       | Museu de Arte de Cleveland                        |                                                              | O identificador "Q60465167" é desconhecido pelo sistema. Utilize um identificador de entidade válido, por favor.  |
|        | Nu                                               | 1919           | Museu de Arte de São Paulo                                                       | Museu de Arte de São Paulo                        |                                                              | O identificador "Q49865582" é desconhecido pelo sistema. Utilize um identificador de entidade válido, por favor.  |
|        | La baigneuse nue                                 |                | Museu de Belas Artes de Caen                                                     | Museu de Belas Artes de Caen                      |                                                              | O identificador "Q105534877" é desconhecido pelo sistema. Utilize um identificador de entidade válido, por favor. |
|        | Casting the Net                                  | 1914           | Museu de Belas Artes de Nancy Museu Nacional de Arte Moderna                     | Museu de Belas Artes de Nancy                     |                                                              | O identificador "Q60346683" é desconhecido pelo sistema. Utilize um identificador de entidade válido, por favor.  |
|        | The Woman in White Stockings                     | 1924           | Museu de Belas Artes de Nancy                                                    | Museu de Belas Artes de Nancy                     |                                                              | O identificador "Q131555769" é desconhecido pelo sistema. Utilize um identificador de entidade válido, por favor. |
|        | The bathers                                      | 1923           | Museu de Belas Artes de Nantes                                                   | Museu de Belas Artes de Nantes                    | nu artístico                                                 | O identificador "Q115943056" é desconhecido pelo sistema. Utilize um identificador de entidade válido, por favor. |
|        | Portrait d'enfant                                |                | Museu de Belas Artes de Nantes                                                   | Museu de Belas Artes de Nantes                    | retrato                                                      | O identificador "Q122680984" é desconhecido pelo sistema. Utilize um identificador de entidade válido, por favor. |
|        | Self-Portrait                                    | 1898           | Museu de Belas-Artes de Houston                                                  | Audrey Jones Beck Building                        | autorretrato                                                 | O identificador "Q28039609" é desconhecido pelo sistema. Utilize um identificador de entidade válido, por favor.  |
|        | The Bath                                         | 1908           | Museu de Grenoble Fonds national d'art contemporain                              | Museu de Grenoble                                 |                                                              | O identificador "Q106540395" é desconhecido pelo sistema. Utilize um identificador de entidade válido, por favor. |
|        | Portraits of the Family                          | 1912           | Museu de Orsay Museu Nacional de Arte Moderna                                    | Museu Nacional de Arte Moderna                    | retrato familiar                                             | O identificador "Q17495396" é desconhecido pelo sistema. Utilize um identificador de entidade válido, por favor.  |
|        | Nu au châle bleu                                 | 1930           | Museu de Unterlinden                                                             | Museu de Unterlinden                              | nu artístico                                                 | O identificador "Q99337597" é desconhecido pelo sistema. Utilize um identificador de entidade válido, por favor.  |
|        | Portrait of a Woman                              | 1929           | Museum Ludwig Museu Wallraf–Richartz                                             | Museum Ludwig                                     | retrato                                                      | O identificador "Q133043386" é desconhecido pelo sistema. Utilize um identificador de entidade válido, por favor. |
|        | Bouquet of flowers 1928                          | 1928           | Musée Albert-André                                                               | Musée Albert-André                                | natureza-morta                                               | O identificador "Q116779194" é desconhecido pelo sistema. Utilize um identificador de entidade válido, por favor. |
|        | Bouquet de fleurs dans un vase Empire            | 1920           | Musée Paul-Dini                                                                  | Musée Paul-Dini                                   |                                                              | O identificador "Q115943053" é desconhecido pelo sistema. Utilize um identificador de entidade válido, por favor. |
|        | L'étable en Beaujolais                           | 1921           | Musée Paul-Dini                                                                  | Musée Paul-Dini                                   |                                                              | O identificador "Q115943054" é desconhecido pelo sistema. Utilize um identificador de entidade válido, por favor. |
|        | Nu à la draperie blanche                         | 1914           | Musée Paul-Dini                                                                  | Musée Paul-Dini                                   |                                                              | O identificador "Q115943055" é desconhecido pelo sistema. Utilize um identificador de entidade válido, por favor. |
|        | André Utter and his dogs                         | 1932           | Musée Paul-Dini                                                                  | Musée Paul-Dini                                   | retrato                                                      | O identificador "Q133310233" é desconhecido pelo sistema. Utilize um identificador de entidade válido, por favor. |
|        | Vase of flowers                                  | 1922           | Musée Toulouse-Lautrec                                                           | Musée Toulouse-Lautrec                            |                                                              | O identificador "Q118218308" é desconhecido pelo sistema. Utilize um identificador de entidade válido, por favor. |
|        | Portrait of a woman                              | 1934           | Musée Toulouse-Lautrec                                                           | Musée Toulouse-Lautrec                            | retrato                                                      | O identificador "Q118235852" é desconhecido pelo sistema. Utilize um identificador de entidade válido, por favor. |
|        | Bouquet de fleurs sur un guéridon                | 1925           | Musée d'art et d'archéologie de Guéret                                           | Musée d'art et d'archéologie de Guéret            | pintura de flores                                            | O identificador "Q131549158" é desconhecido pelo sistema. Utilize um identificador de entidade válido, por favor. |
|        | Young Girl Bathing                               | 1919           | Musée de Montmartre David E. Weisman and Jacqueline E. Michel Collection         | Musée de Montmartre                               |                                                              | O identificador "Q110945151" é desconhecido pelo sistema. Utilize um identificador de entidade válido, por favor. |
|        | Portrait de Maurice Utrillo                      | 1921           | Musée de Montmartre                                                              | Musée de Montmartre                               | retrato                                                      | O identificador "Q131550802" é desconhecido pelo sistema. Utilize um identificador de entidade válido, por favor. |
|        | Nature morte                                     | 1920           | Musée de l'Évêché de Limoges                                                     | Musée de l'Évêché de Limoges                      | natureza-morta                                               | O identificador "Q131549181" é desconhecido pelo sistema. Utilize um identificador de entidade válido, por favor. |
|        | La Dame au petit chien                           | 1917           | Musée de l'Évêché de Limoges                                                     | Musée de l'Évêché de Limoges                      | retrato arte animal                                          | O identificador "Q131552942" é desconhecido pelo sistema. Utilize um identificador de entidade válido, por favor. |
|        | Marie Coca et sa fille                           | 1913           | Musée des Beaux-Arts de Lyon                                                     | Musée des Beaux-Arts de Lyon                      | double portrait                                              | O identificador "Q116780050" é desconhecido pelo sistema. Utilize um identificador de entidade válido, por favor. |
|        | Portrait du sculpteur Gibault                    | 1895           | Musée des Beaux-Arts de Quimper                                                  | Musée des Beaux-Arts de Quimper                   |                                                              | O identificador "Q112872463" é desconhecido pelo sistema. Utilize um identificador de entidade válido, por favor. |
|        | Fleurs                                           | 1930           | Musée des beaux-arts de Liège Musée d'Art moderne et d'Art contemporain          | La Boverie                                        |                                                              | O identificador "Q107493316" é desconhecido pelo sistema. Utilize um identificador de entidade válido, por favor. |
|        | Nude on a Red Couch                              | 1920           | Musée du Petit Palais                                                            | Musée du Petit Palais                             | nu artístico                                                 | O identificador "Q108404356" é desconhecido pelo sistema. Utilize um identificador de entidade válido, por favor. |
|        | Femme à la contrebasse                           | 1908           | Musée du Petit Palais                                                            | Musée du Petit Palais                             |                                                              | O identificador "Q115182820" é desconhecido pelo sistema. Utilize um identificador de entidade válido, por favor. |
|        | After the bath                                   | 1908           | Musée du Petit Palais                                                            | Musée du Petit Palais                             |                                                              | O identificador "Q131678530" é desconhecido pelo sistema. Utilize um identificador de entidade válido, por favor. |
|        | L'avenir dévoilé                                 | 1912           | Musée du Petit Palais                                                            | Musée du Petit Palais                             |                                                              | O identificador "Q131678532" é desconhecido pelo sistema. Utilize um identificador de entidade válido, por favor. |
|        | Nude with drapery                                | 1921           | National Gallery of Victoria                                                     | National Gallery of Victoria                      | nu artístico                                                 | O identificador "Q124630670" é desconhecido pelo sistema. Utilize um identificador de entidade válido, por favor. |
|        | Sitting nude                                     | 1921           | New Otani Art Museum                                                             | New Otani Art Museum                              |                                                              | O identificador "Q96658137" é desconhecido pelo sistema. Utilize um identificador de entidade válido, por favor.  |
|        | Portrait of a Woman                              | 1928           | Norton Museum of Art                                                             | Norton Museum of Art                              | retrato                                                      | O identificador "Q133856007" é desconhecido pelo sistema. Utilize um identificador de entidade válido, por favor. |
|        | Woman Seated                                     |                | Phoenix Art Museum                                                               | Phoenix Art Museum                                |                                                              | O identificador "Q116779211" é desconhecido pelo sistema. Utilize um identificador de entidade válido, por favor. |
|        | Bouquet de fleurs sur une petite table           | 1932           | Richard Green Fine Paintings                                                     | Richard Green Fine Paintings                      |                                                              | O identificador "Q115132424" é desconhecido pelo sistema. Utilize um identificador de entidade válido, por favor. |
|        | Young Girl in Front of a Window                  | 1930           | San Diego Museum of Art                                                          | San Diego Museum of Art                           |                                                              | O identificador "Q86856806" é desconhecido pelo sistema. Utilize um identificador de entidade válido, por favor.  |
|        | Le Jardin de la rue Cortot                       |                | Sannois                                                                          | Musée de Montmartre                               |                                                              | O identificador "Q133879448" é desconhecido pelo sistema. Utilize um identificador de entidade válido, por favor. |
|        | Raminou on his blue cushion                      | 1919           | Simonow collection                                                               | Simonow collection                                |                                                              | O identificador "Q80210337" é desconhecido pelo sistema. Utilize um identificador de entidade válido, por favor.  |
|        | Still Life with Fruit Basket                     | 1920           | Simonow collection                                                               | Simonow collection                                | natureza-morta                                               | O identificador "Q80210339" é desconhecido pelo sistema. Utilize um identificador de entidade válido, por favor.  |
|        | Portrait de Lily Walton                          | 1923           | Smart Museum of Art                                                              | Smart Museum of Art                               | retrato                                                      | O identificador "Q114038472" é desconhecido pelo sistema. Utilize um identificador de entidade válido, por favor. |
|        | Nude Sitting on the Edge of a Bed                | 1929           | The Bennett Collection                                                           |                                                   | nu artístico                                                 | O identificador "Q110945070" é desconhecido pelo sistema. Utilize um identificador de entidade válido, por favor. |
|        | Nu allongé sur un divan                          | 1926           | University of Iowa Stanley Museum of Art                                         | University of Iowa Stanley Museum of Art          |                                                              | O identificador "Q97361986" é desconhecido pelo sistema. Utilize um identificador de entidade válido, por favor.  |
|        | Catherine nue se coiffant                        | 1895           | Vanderbilt Museum of Art                                                         | Vanderbilt Museum of Art                          |                                                              | O identificador "Q102963099" é desconhecido pelo sistema. Utilize um identificador de entidade válido, por favor. |
|        | Self-portrait in the mirror                      | 1927           | commune de Sannois Musée de Montmartre                                           | Musée de Montmartre                               | autorretrato                                                 | O identificador "Q131550773" é desconhecido pelo sistema. Utilize um identificador de entidade válido, por favor. |

∑ 124 items.